# Snoller
Snoller (gestileerd als $NOLLER) is het tweede studioalbum van de Nederlands-Poolse rapper Mr. Polska. Het album werd uitgegeven op 13 februari 2015 onder het Nouveau Riche label. Boaz van de Beatz is aangesteld als uitvoerend producent. Polska werkt samen met Cartiez van de Lefensmannen, Ronnie Flex, Frans Duijts, I Am Aisha en Riff Raff.

## Achtergrond
Aanvankelijk gaf Mr. Polska's vaste producer Boaz van de Beatz aan niet bij de plaat betrokken te willen zijn, omdat Boaz zich meer wilde richten op het buitenland. Toen Boaz de eerste resultaten hoorde van de samenwerking van Polska met Mucky besloot hij toch uitvoerend producent van het album te worden.
Op 16 januari 2015 bracht Mr. Polska de muziekvideo voor de single samen met Ronnie Flex, "Ravotten", naar buiten.

## Tracklist
| Nr. | Titel                           | Producer(s)            | Duur |
| --- | ------------------------------- | ---------------------- | ---- |
| 1.  | Respecteer mijn gezicht         | Boaz van de Beatz      | 3:03 |
| 2.  | Hallo welvaart (met Cartiez)    |                        | 2:42 |
| 3.  | De libi                         | Boaz van de Beatz, RNF | 3:35 |
| 4.  | Ravotten (met Ronnie Flex)      |                        | 3:38 |
| 5.  | Dekentje                        |                        | 3:43 |
| 6.  | 10K wolken (met Ronnie Flex)    |                        | 3:34 |
| 7.  | Vibe                            |                        | 3:58 |
| 8.  | Wij falen soms (mooie dingen)   |                        | 3:36 |
| 9.  | Discodochter (met Frans Duijts) |                        | 3:52 |
| 10. | Ultra traan                     |                        | 3:59 |
| 11. | Survivaltocht (met I Am Aisha)  | Boaz van de Beatz      | 2:47 |
| 12. | No way home (met Ronnie Flex)   | Boaz van de Beatz      | 3:20 |

| Nr. | Titel                  | Producer(s)       | Duur |
| --- | ---------------------- | ----------------- | ---- |
| 13. | Guappa (met Riff Raff) | Boaz van de Beatz | 3:42 |